# Lucio Calpurnio Pisón (cónsul 1 a. C.)
Lucio Calpurnio Pisón o Pisón el Augur (en latín, Lucius Calpurnius Piso) fue un senador romano de finales del siglo I a. C. y comienzos del siglo I, que desarrolló su cursus honorum bajo los imperios de Augusto y Tiberio.

## Familia
Miembro de la familia de los Calpurnios Pisones, una de las ramas de la importante gens plebeya de los Calpurnios, era hijo de Cneo Calpurnio Pisón, cónsul sufecto en 23 a. C. y hermano de Cneo Calpurnio Pisón, cónsul ordinario en 7 a. C. y gobernador de Siria enfrentado con Germánico.

## Carrera política
Su primer cargo conocido es la pertenencia al importante colegio sacerdotal romano de los augures. En 1 a. C. fue elegido consul ordinarius. En algún momento entre 5 y 12 fue procónsul de la provincia romana de Asia.
En 16, en una sesión del Senado en la que Tiberio se encontraba presente, denunció abiertamente la corrupción y relajación de las costumbres imperantes en la Urbe, amenazando con autoexiliarse de Roma, y sólo fue detenido por los ruegos de Tiberio y de sus parientes, mientras que Pisón Augur no dudó en ordenar el procesamiento ante el Senado de Urgulania, extraña amiga y protegida de su madre Livia, obligando a Tiberio a ejercer de abogado defensor de aquella y a Livia a abonar la fianza exigida a su protegida. En este caso disintió de la opinión de Gayo Asinio Galo, contribuyendo al permanente enfrentamiento entre Galo y Tiberio.
En 20 fue uno de los defensores de su hermano Cneo Calpurnio Pisón, acusado del asesinato del popular sobrino del princeps Germánico.
Al final de su vida, en 24, Tiberio, que nunca olvidaba a aquellos que se le habían opuesto en algún momento, ordenó a Quinto Veranio que lo acusase de delito de maiestate, levantando la falsedad de que usaba venenos y portaba ordinariamente armas, aunque la muerte natural le salvó de esta ignominia.

## Matrimonio y descendencia
Estaba casado con Estatilia, hija del importante general de Augusto, Tito Estatilio Tauro, con quien tuvo una hija llamada Calpurnia, que aparece dedicando una inscripción a la Fortuna y otra a la Bona Dea en la provincia romana de Dalmacia.